# Falkenbergs VBK
Falkenbergs VBK – szwedzki klub siatkarski z Falkenberg założony w 1985 roku. Obecnie występuje w najwyższej klasie rozgrywek klubowych w Szwecji.

## Nazwy klubu
- Ätradalens VK i Köinge JUF (-1985)
- Falkenbergs VBK (1985-)

## Rozgrywki krajowe
- Mistrzostwa Szwecji: 2007, 2008, 2009, 2011, 2014, 2016
- Puchar Szwecji: 2010

## Rozgrywki międzynarodowe
| Sezon     | Rozgrywki                     | Faza       |
| --------- | ----------------------------- | ---------- |
| 2008/2009 | Mistrzostwa Krajów Nordyckich | 2. miejsce |
| 2009/2010 | Mistrzostwa Krajów Nordyckich | 3. miejsce |

## Kadra w sezonie 2009/2010
trener: Ismo Peltoarvo

II trener: Patrick Aparicio
| Numer | Imię i nazwisko   | Narodowość        | Data urodzenia | Wzrost (w cm) | Pozycja              |
| ----- | ----------------- | ----------------- | -------------- | ------------- | -------------------- |
| 1     | Rikard Bilger     | Szwecja           | 1990           | 191 cm        | rozgrywający         |
| 2     | Anton Tegenroty   | Szwecja           | 21.10.1988     |               | libero               |
| 3     | Ryan Sweitzer     | Stany Zjednoczone | 18.05.1985     | 196           | atakujący            |
| 4     | Niklas Carlsson   | Szwecja           | 25.11.1980     |               | rozgrywający         |
| 5     | Torgeir Dalen     | Norwegia          | 15.01.1986     |               | środkowy             |
| 7     | Daniel Isedal     | Szwecja           | 13.08.1987     |               | środkowy             |
| 9     | Johan Olsson      | Szwecja           |                |               | libero               |
| 10    | Linus Tholse      | Szwecja           | 27.04.1989     |               | przyjmujący/środkowy |
| 11    | Tobias Karlsson   | Szwecja           | 1992           | 195 cm        | atakujący            |
| 12    | Jimmie Ivarsson   | Szwecja           | 04.02.1986     | 192 cm        | przyjmujący          |
| 13    | Martin Cronholm   | Szwecja           | 04.04.1986     |               | środkowy             |
| 14    | Denijel Becevic   | Szwecja           |                |               | rozgrywający         |
| 17    | Jonathan Karlsson | Szwecja           | 1992           | 191 cm        | przyjmujący          |
| 18    | Jonathan Angel    | Szwecja           |                |               | przyjmujący          |

## Kadra w sezonie 2010/2011
trener: Patrick Aparicio

II trener: Martin Karlsson

Fizjoterapeuta: Elena von Rosenberg

Statystyk: Andreas Bengtsson 
| Numer | Imię i nazwisko   | Narodowość        | Data urodzenia | Wzrost (w cm) | Pozycja      |
| ----- | ----------------- | ----------------- | -------------- | ------------- | ------------ |
| 1     | Rikard Bilger     | Szwecja           | 1990           | 191 cm        | rozgrywający |
| 2     | Kyle Gramit       | Stany Zjednoczone | 1987           | 197 cm        | przyjmujący  |
| 3     | Phil Smith        | Stany Zjednoczone | 1986           | 203 cm        | środkowy     |
| 5     | Torgeir Dalen     | Norwegia          | 15.01.1986     |               | środkowy     |
| 7     | Daniel Isedal     | Szwecja           | 13.08.1987     |               | środkowy     |
| 8     | Marc Richarson    | Wielka Brytania   | 1990           | 194 cm        | atakujący    |
| 9     | Johan Olsson      | Szwecja           |                |               | libero       |
| 10    | Jonathan Angel    | Szwecja           |                |               | przyjmujący  |
| 11    | Tobias Karlsson   | Szwecja           | 1992           | 195 cm        | atakujący    |
| 13    | Martin Cronholm   | Szwecja           | 04.04.1986     |               | środkowy     |
| 14    | Denijel Becevic   | Szwecja           |                |               | rozgrywający |
| 17    | Jonathan Karlsson | Szwecja           | 1992           | 191 cm        | przyjmujący  |

## Kadra w sezonie 2011/2012
trener: Patrick Aparicio

II trener: Martin Karlsson

Fizjoterapeuta: Per Andersson

Statystyk: Andreas Bengtsson 
| Numer | Imię i nazwisko   | Narodowość           | Rok urodzenia | Wzrost (w cm) | Pozycja      |
| ----- | ----------------- | -------------------- | ------------- | ------------- | ------------ |
| 1     | Rikard Bilger     | Szwecja              | 1990          | 191 cm        | rozgrywający |
| 2     | Pierre Linger     | Szwecja              | 1992          | 191 cm        | atakujący    |
| 3     | Phil Smith        | Stany Zjednoczone    | 1986          | 203 cm        | środkowy     |
| 5     | Simon Bitsch      | Dania                | 1992          | 197 cm        | atakujący    |
| 6     | Fabian Reppen     | Szwecja              | 1992          | 184 cm        | rozgrywający |
| 8     | Marc Richarson    | Wielka Brytania      | 1990          | 194 cm        | atakujący    |
| 10    | Almir Ljutovac    | Bośnia i Hercegowina | 1986          | 184 cm        | libero       |
| 11    | Tobias Karlsson   | Szwecja              | 1992          | 195 cm        | atakujący    |
| 12    | Philip Pettersson | Szwecja              | 1992          | 199 cm        | środkowy     |
| 14    | Kyle Gramit       | Stany Zjednoczone    | 1987          | 197 cm        | środkowy     |
| 15    | Erik Bylund       | Szwecja              | 1987          | 195 cm        | środkowy     |
| 17    | Jonathan Karlsson | Szwecja              | 1992          | 191 cm        | atakujący    |